# Dumitru Jipa
Dumitru Jipa (n. 22 februarie 1961, Podenii Noi, jud. Prahova) este un fost jucător român de fotbal care a activat pe postul de portar. La FC Politehnica Timișoara a jucat patru meciuri în Cupa UEFA 1990-1991, două cu Atletico Madrid și două cu Sporting Lisabona, 0-7 și 2-0.
În prezent este președintele Centrului de Copii și Juniori din cadrul clubului Petrolul Ploiești. A mai îndeplinit funcția de antrenor cu portarii pentru aceeași echipă.

### Activitate
- Petrolul Ploiești (1982-1983)
- Petrolul Ploiești (1983-1984)
- Petrolul Ploiești (1984-1985)
- Petrolul Ploiești (1985-1986)
- Petrolul Ploiești (1986-1987)
- Petrolul Ploiești (1987-1988)
- Petrolul Ploiești (1988-1989)
- FC Bihor Oradea (1989-1990)
- Poli Timișoara (1990-1991)
- Petrolul Ploiești (1991-1992)
- Petrolul Ploiești (1992-1993)
- Steaua Mizil (1993-1994)
- Steaua Mizil (1994-1995)
- Steaua Mizil (1995-1996)
- Chindia Târgoviște (1996-1997)
- Chindia Târgoviște (1997-1998)
- Petrolul Ploiești (1997-1998)

## Legături externe
- Dumitru Jipa